# リフレーション
リフレーション（英: Reflation）とは、デフレーションから抜け出たが、本格的なインフレーションには達していない状態のこと。リフレと略称され、日本語では通貨再膨張（つうかさいぼうちょう）とも訳される。あるいは正常と考えられる物価水準よりも低下している物価を引き上げて安定させ、不況を克服しようとする経済政策そのものをさすこともあり、統制インフレーションとも言う。リフレーション政策（リフレ政策）は後者を現象としてのリフレーションと区別して言う語。「リフレ政策」の推進を主張する学者やエコノミストを俗称でリフレ派という。
いわゆるニューディール政策下において、1929年10月の物価水準回復を目ざした経済政策をさす語として1930年代にアメリカ合衆国で作られ、その後諸国で取られた同種の政策までをさす語として定着した。

## 手法
リフレ政策は「短期の経済動向は総需要によって決まってくる」という考え方に基づいている。現代におけるリフレ政策とは、不況下における設備の未活用あるいは失業（遊休資本）を克服するため、マクロ経済政策（金融政策や財政政策）を通じて有効需要を創出することで景気の回復をはかり、他方ではデフレーションから脱却しつつ高いインフレーションを抑制しようとする政策である。
典型的には年率1-2%の低いインフレ率を実現させるための、「インフレターゲット＋無期限の長期国債買い入れオペレーション」のことである。ただし、無期限の長期国債買いオペはデフレから脱却するまでの限定された期間に実施されるだけであり、デフレから脱却した後は通常のインフレターゲットに移行する。また、インフレが継続しデフレ脱却がはっきりと確認された時点で無期限の長期国債買いオペは終了する。過去には、価格管理などのミクロ政策もあったが、現代（2003年）ではマクロ政策に限られる。
政策の主眼は「レジーム・チェンジを通じて期待インフレ率を上昇させ、予想実質金利を低下させる」ことである。予想インフレ率に働きかける金融政策によってデフレからの脱却を達成し、穏やかなインフレ率をめざす。デフレ脱却のためには、量的金融緩和政策を中心としたリフレーション政策によって、人々のデフレ期待を一掃させることが重要であるとされる。リフレ政策の中心はマネタリーベースを大幅に増加させることである。また、リフレ政策には金融政策とともに、それと整合する積極的な財政政策が欠かせないとされる。多くのリフレ派は「（非伝統的な）金融政策と財政政策を組み合わせたデフレ脱却政策」をリフレーション政策と呼んでいる。

## 政策メニュー

### 伝統的金融政策
- 法定預金準備比率の引き下げ[17]
- 短期名目金利の引き下げ[17]
- 長期名目金利の引き下げに関するアナウンスメント（時間軸効果）[17]
- 為替介入による通貨の減価（為替レートの引き下げ）[17]

### 非伝統的金融政策
- オペレーション（公開市場操作）対象資産の拡大（外債・社債・ETF・REITなど）[17]
- インフレターゲット、物価水準目標の導入[17]
- マイナス金利の導入（金融資産・貨幣に対する保有税の導入）[17]

### 財政政策
- 所得税、法人税、消費税の引き下げ[17]

### 金融政策・財政政策の協調（ポリシーミックス）
- 公共事業などの政府支出の拡大[17]
- 中央銀行の国債引き受けによる減税・政府支出の拡大[17]
- 政府紙幣の発行[17]

## 理論発生の起源・背景
リフレーションという言葉の初出はイギリスのエコノミスト（The Economist）誌1932年2月13号の「『リフレーション』か破綻か」（’Reflation’ or Bankruptcy）という記事である。「リフレーション」とは、 アメリカの経済学者であるアーヴィング・フィッシャーが提唱していた言葉であるとされている。フィッシャーは、デフレが債務の実質的負担の増加を通じてさらにデフレをもたらすとしており、景気の自動回復が不可能になるデフレ・スパイラルを懸念し、リフレーション政策に恐慌からの脱出の活路を見出しとされる。
2013年現在におけるインフレターゲットを中核とするリフレーション政策は、ノーベル賞経済学者(国際経済・経済地理が専門)のポール・クルーグマンが提唱した。クルーグマンは期待インフレ率を正にすれば、実質利子率を0以下にすることができるとしている。
ベン・バーナンキは、政策を開始させる時点で、やや高めのインフレ率のリフレーション政策と、その後の物価安定を目標とした低いインフレターゲットの双方にコミットすることにより、中央銀行が市場に意図を伝え、市場のインフレ期待に働きかけるといった政策を提案していた。
ただし、リフレ派は、長期においては生産性が重要であることを認めている。大胆な金融緩和を主張するリフレ派は、家計などが将来について合理的期待形成学派に影響を受けていると捉えている。経済学者の野口旭は「リフレ派の背後にある考え方は『新古典派総合』である」と指摘している。野口旭は「リフレ派は、政府のマクロ政策によって安定的なマクロ環境を維持し、民間部門が自らの力で産業構造調整をスムーズに行っていけるようにする事こそが、中央銀行・政府の最も重要な機能だというのがリフレ派の考えである」と述べている。リフレ政策は、左派に非常に親和性があるとされている。

### 失業と賃金について
リフレ政策は需要不足から生ずるデフレを克服し、完全雇用（インフレ非加速的失業率）を達成するための政策であるとされる。また、リフレ政策は「物価水準を貸し手と借り手にとっての不公正を修復する水準まで戻す政策」と定義されるが、政策の目的は景気を回復させる点であるため、物価を「企業が失業者を吸収できる水準まで戻し安定させる」である。経済学者の岩田規久男は、雇用回復と賃金上昇を伴う景気回復を目指す労働者全般に恩恵をもたらす政策であると主張している。
リフレ派は、デフレの弊害について名目賃金の下方硬直性を問題視する。名目賃金が下方硬直的なので、デフレになると実質賃金が上がり、正規社員などの正規雇用者は得をするが、新規雇用者は不利となり、結果として失業率が高まることを懸念する。
石橋湛山は「失業は総需要のコントロールで解消できるものである」と指摘している。また石橋は「物価が上昇しリフレが実現するということは、労働者に購買力が創出されるということである。仮に、物価が上昇して、労貨が物価上昇分しか上がらなければ、労働者の状態は一人当たりで見て変わらない。しかしそういった場合、その分雇用が増えて失業が減っているから労働者総体としては購買力は上昇する」と指摘している。
経済学者の浜田宏一は「物価が上がっても国民の賃金はすぐには上がらない。インフレ率と失業の相関関係を示すフィリップス曲線を見てもわかる通り、名目賃金には硬直性があるため、期待インフレ率が上がると、実質賃金は一時的に下がり、そのため雇用が増える。こうした経路を経て、緩やかな物価上昇の中で実質所得の増加へとつながっていく。その意味では、雇用されている人々が、実質賃金の面では少しずつ我慢し、失業者を減らして、それが生産のパイを増やす。それが安定的な景気回復につながり、国民生活が全体的に豊かになるというのが、リフレ政策である」「リフレ政策を通じて、物価上昇で実質賃金が低下し、企業収益が増えることで雇用拡大の余地が生まれる。ワークシェアリングのアイデアと同じである」と指摘している。
浜田は「リフレ政策で賃金を増やせという議論は間違いである」と指摘している。浜田は「よく『名目賃金が上がらないとダメ』と言われるが、名目賃金はむしろ上がらないほうがいい。名目賃金が上がると企業収益が増えず、雇用が増えなくなる。それだとインフレ政策の意味がなくなってしまい、むしろこれ以上物価が上昇しないよう、止める必要が出て来る」と指摘している。また浜田は「収益が上がっている企業が、余力で賃上げすることは問題ではない。利益が上がっている企業は失業を増やさないし、賃上げは総需要に対しプラスの効果を生む」と指摘している。

## 日本での動向
内閣総理大臣安倍晋三の経済政策「アベノミクス」で、安倍に金融政策を指南してきた「リフレ派」の経済学者・国会議員が脚光を浴びる存在になっている。経済学者の田中秀臣は「現在（2015年）の日銀の金融政策の方向性は、インフレ目標政策・量的緩和などリフレ政策のメニューそのものである」「『アベノミクス』は、積極的にリフレーション政策を推進している」と指摘している。
三菱UFJリサーチ&コンサルティングのエコノミスト、後の日本銀行政策委員会審議委員の片岡剛士は「2013年に安倍政権がリフレーション政策を採用したことは、画期的なイノベーションだったといえる。世界の経済学では主流でも、日本の学会では少数派の政策を、政権が具体的な数値目標を取り入れ、各国の中央銀行と協調した。デフレの問題を20年以上も主張し続け、日本銀行を批判してきた岩田規久男が、副総裁に就き日銀の内部に入り込んだ。これは驚くべきことである」と指摘している。
一方で日本では、8割方のメディアがリフレ政策を叩いている印象がある。

### 日本においての理論発生の起源・背景
日本のリフレ政策は、アメリカの経済学者であるトーマス・サージェントやピーター・テミンらの「政策レジームの変化」の研究を踏まえ、日本の経済学者である岩田規久男の『昭和恐慌の研究』から生まれた政策である。
リフレ派は「失われた20年」の主因は金融・財政政策の失敗による需要不足であると考えている。リフレ派は、日本経済の停滞は総需要が不足しているためという認識を有し、まずデフレと資産デフレの解消こそが問題解決の最優先課題であると考えた。リフレ派は総需要を増やすために、政府支出の拡大、量的緩和による投資の促進、円安による外需の増加が必要であるとしているが、その内どの手段を重視するのかによって、財政拡張派、量的緩和派・インフレターゲット派、円安促進派という違いが出てくる。
野口旭はリフレ派とは「日本経済の長期低迷からの脱出に関して、決定的に重要なのは金融政策であるとする立場」と定義している。

#### 二段階レジーム転換仮説
二段階レジーム転換仮説とは1930年代の世界恐慌からの脱出の過程が、マクロ経済政策の弊害である制度的枠組みの変更と、実際行われる政策の転換という2つの段階を経て実現したという仮説である。これを日本に当てはめ、昭和恐慌からの脱出が、1931年12月13日の大蔵省令による金輸出再禁止と、1932年11月25日から始まる国債の日本銀行引き受けによる量的緩和の二段階を経て実現したとされる。
田中秀臣は「日本銀行・政府が政策・レジーム転換を行うことが何よりも重要である。例えば、日銀の国債の直接引き受けや『銀行券ルール』の放棄・長期国債の買い取りなどは、人々の予想を転換させるだろう。また金融政策に明白にコミットする日本銀行総裁に変更する、物価水準目標を導入した日本銀行法を制定する、そしてこれらの政策が実際に実行され市場が信じた段階でかなりのリフレーション効果がある。それだけ『人々の期待の変化』は重要なのである」と指摘している。

#### 貨幣数量説
貨幣数量説を基本的には支持しながらも、この学説だけでは不十分とみるリフレ派は多い。岩田規久男は「『貨幣供給量が増えれば、物価が上昇する』という単純な関係は、実際には必ずしも存在しない」「『貨幣数量説』は、一年といった短期では必ずしも成立しないが、5-10年程度の長期で見ると、ほぼ成立している」と指摘している。田中秀臣は「伝統的な貨幣数量説は、短期には成立しない。デフレ脱却のためのインフレターゲットは長期で貨幣数量説が成立すればいいのである」と指摘している。
岩田規久男は「リフレ派は、マネーを非常に重視しているが、『貨幣が増えればインフレになる』という素朴な貨幣数量説を主張しているのではない」と述べている。

### 効果
田中秀臣は「インフレ率2%を二年ほど続ければ不景気が原因の失業は解消され、賃金も上がる。円安が進めば日本の輸出産業は復活する。税収が増え、生活保護費を削減する必要もなくなる」と述べている。
経済学者の高橋洋一は「インフレターゲットを設定した上で、マネーを増やしていく『リフレ政策』をやると、必ずすぐに予想インフレ率が上がる。しかも不況のときには、名目金利よりも予想インフレ率の方が早く上昇し、結果として実質金利が下がる」と指摘している。また高橋は「リフレ政策は労使が分配すべきパイの拡大になるため、分配問題の解決に役立つだろう。ただしリフレ政策はマクロ政策なので、ミクロ的な分配問題は個々の経済主体による交渉の結果に委ねざるを得ない」とも指摘している。

#### 銀行貸出と金融緩和の効果
日本の昭和恐慌からの回復過程での銀行貸出の増加は株価の上昇、生産の増加に約3年遅れて実現している。デフレからの脱却局面での生産の回復は、必ずしも貸出の増加を伴うものではなく、むしろデフレからの脱出が実現して貸出が増加した。これはデフレ予想からインフレ予想に変化すると、デフレ下でのバランスシート調整で積み上がったキャッシュが、財・サービスへの支出に向けられたことによって、景気回復が実現するためであるとしている。回復初期には企業の余剰資金（内部留保）、家計が抱え込んだ現金などが、設備投資や消費支出などのための資金需要に充当されるからである。昭和恐慌期の大企業による資金調達の内62.5%が内部資金の取り崩しによって行われ、また外部資金では株式が37.5%を占めた。

### 評価

#### 元文の改鋳
元文の改鋳は幕府初のリフレーション政策と位置づけられ、日本経済に好影響をもたらした数少ない改鋳であると積極的に評価する説 がある一方、実質貨幣流通量は減少し、1740年以降は緩やかに上昇するに留まっており、元文の改鋳のリフレ効果はさほど効果がないという説もある。
徳川吉宗は政策方針を転換し、就任20年目には小判の金含有量を減らして流通量を増やす金融緩和政策を施行した。そのことが吉宗の名君の誉れに一役買ったとされている。

#### 高橋財政
高橋財政はケインズ以前のケインズ政策だといえ後世の研究者に評価されている。恐慌からの脱出を図り、昭和金融恐慌と昭和恐慌を収めることに成功する。当時はリフレ政策という用語は一般的ではなく、インフレ政策と呼ばれていた。
経済学者の若田部昌澄は「昭和恐慌という大デフレ不況から脱出したとき、高橋是清によってリフレ・レジームへの転換が起きた」と指摘している。
石橋湛山は『湛山回想』で「日本経済は、1931年の金輸出再禁止以降、貿易の増進・財政の膨張によるリフレーションによって、物価の上昇・生産の増加が起こり、景気が振興した」と述べている。
ベン・バーナンキは、日本が大恐慌時に金融引き締め効果を発揮する金本位制を離脱し、不況からいち早く脱出したことや、高橋是清が行なった日銀国債引き受けを有効な政策として評価している。金本位制と日銀の国債引き受けは、『デフレ・レジームとしての井上財政』から『リフレ・レジームとしての高橋財政』への転換であったとされている。
高橋是清の国債の日銀引き受けについて、国債の日銀引き受けを行った際のインフレ率（年率換算）は最大でも6.5%であり、最後の2年間は2%程度でしかなく、アベレージをとればマイルドインフレであった（1931年12月-1936年2月の消費者物価は2.0%）。さらにこの時の実質経済成長率が最良時で10%だったことや、当時の世界恐慌から真っ先に経済を回復させた事実から高橋財政をマクロ政策の成功例だとされている。
田中秀臣、安達誠司は「日銀の国債の引き受け発行を開始した1932年11月25日から、二・二六事件による暗殺が起きた1932年2月26日の約5年間の高橋蔵相在任期間の平均インフレ率（GDPデフレーター）は2.4%と安定的に推移している。恒常的に年率10%のインフレが続いたのは、高橋蔵相暗殺後に本格的な戦時体制が確立されてからであり、実質的に軍部が政治的実権を握り、軍事費が膨張したためである」と指摘している。
田中秀臣は「歴史的な経験を言えば、昭和恐慌期にリフレ政策を行った後、国債価格は下がってはいるが、暴落ではなく非常に安定的に推移している。国債の暴落は起きていない」と指摘している。
ジャーナリストの笠信太郎は、石橋湛山・高橋亀吉らが主張していた「リフレ政策」を批判し、高橋是清による金本位再禁止・金融緩和によるデフレ脱却に否定的であった。笠は、日本銀行によるマネーサプライの管理では、物価水準を決定することはできない、リフレ政策の帰結がやがて植民地獲得への意欲に至ると主張していた。
高橋亀吉は「高橋蔵相のリフレーション政策は、政策当局が先手を打ち自主的判断したものではなく、世論の圧力に強要されて着手されたものである。それが政策当局への不信を生み、軍部による戦費調達のための公債の膨大な発行と、それが戦後もたらした高率なインフレーションの元凶となった」「軍事費の著増が、（経済再建および社会投資目的の）本来のリフレーション政策の代役をやったことは、後日の大戦突入という日本の悲劇の発足点ともなった。このことが軍部をして、巨額の軍事費公債の発行がインフレ的物価騰貴とならず、むしろリフレーション効果を無限に発しうるがごとく錯覚させ、他日の無軌道な軍事公債発行に走らす重大因子となったからである」と語っている。
田中秀臣は「高橋是清も石橋湛山らリフレ派の一部も、昭和恐慌を脱した後は『公債発行・軍事支出の抑制、インフレ懸念の払拭』という政策への転換を考えていた」と指摘している。田中は「テロリズムが一国経済の命運を決定したという事実は『高橋財政が戦時体制の拡大を招いた』という俗説に隠された」と指摘している。
経済学者の中村宗悦は「歯止めのない軍事費膨張は、高橋が暗殺された『二・二六事件』以降のことである。歴史の『先後関係』のみに着眼してしまうと、戦争前のあらゆる経済政策は戦争への道を開いたものになってしまう」と指摘している。
一方で、経済学者の香西泰は「昭和恐慌からの脱出はすべて高橋是清の功績と言うのはどうなのか。すでに情勢が変わっていたこと、満州事変が勃発していたことなども考慮しないと評価が偏る」と指摘している。

### 量的緩和政策
日本銀行が実施した量的金融緩和政策で日銀が目標としたのはマネーストックの増加ではなく、一定の日銀当座預金残高の維持であり、当座預金残高の維持だけでは市中に回る貨幣ストックは増えない。要するに量的緩和はリフレ政策ではなかった。金融政策をリフレーション政策へと明確なレジーム転換をしないまま、量的緩和を行っても人々のインフレ予想の形成に働きかけることはできないとされる。

## 日本のリフレ派
リフレ派（reflationist）とは、日本が長らく陥っているデフレ不況を脱するために、量的緩和や日銀の国債引受、ゼロ金利政策の継続など、インフレ目標値を設定した上でのさまざまな経済政策を推奨する立場に立つことである。
高橋洋一は「リフレ派と言っても、インフレターゲットによる金融政策を主張するだけである。世界では標準的な経済政策であり、特別『○○派』と呼ばれることはない」と指摘している。片岡剛士は「リフレ派というのは『派閥』ではなく、あくまで方法論、 政策手段のレベルでの緩やかな連帯である。デフレや経済停滞に陥るリスクを経済政策で回避することが必要で、その場合に中央銀行による金融政策が大きな役割を果たすというのは、マクロ経済学の共通認識で、それが突出した『派』に見えてしまう日本だけがおかしい」と述べている。
田中秀臣は「潜在成長率を高めようと主張するが構造改革派であり、潜在成長率自体は減っていないと主張するのがリフレ派である。構造改革派は不況の原因は日本経済の潜在的な能力の低下が原因と考えるが、リフレ派は日本経済の潜在的な能力は低下しておらず、需要を増やせば以前と同じ能力を発揮することができると考える」と指摘している。田中は「構造改革派はイノベーションは不況の中から生まれるとしているが、リフレ派は不況は淘汰が進みますます悪化させるだけであり、需要が生まれる中でイノベーションが生まれるとしている」と指摘している。
岩田規久男主催の「昭和恐慌研究会」は日本経済が再生するためには、リフレ政策と構造改革はともに不可欠な政策であると考えているが、リフレ政策を採用せずに、デフレ下で構造改革だけを進めれば、かえってデフレが深刻となり、失業率は上昇してしまうとしている。
田中秀臣は、自分自身および岩田規久男、浜田宏一、原田泰など以外に、若田部昌澄、野口旭、安達誠司、飯田泰之、片岡剛士、村上尚己、中原伸之、上念司、勝間和代、矢野浩一、山形浩生、松尾匡、黒木玄、高橋洋一、山崎元、馬渕澄夫、金子洋一、宮崎哲弥、稲葉振一郎、田村秀男、長谷川幸洋、森永卓郎、倉山満、栗原裕一郎を挙げている。田中は「リフレ10年選手は少なく、日本で名前を知られているのは20人位。10年前はもっと少数派だった」と述べている。
リフレ派の観点から経済学者を格付けした『エコノミスト・ミシュラン』という本も出ている。
2013年時点では、上記の論者はリフレーション政策で一致をしているように見えたが、日本銀行による量的・質的緩和以降、政治的・経済学的立場の相違から、これらの論者の議論は一致を見られなくなっている。

### リフレ反対派
リフレ派と反リフレ派との間には、過去10年以上にわたる激しい論戦があった。対立は、2000年前後から存在したが、アベノミクスの登場により、論争はさらにエスカレートしている。アベノミクスに反対する経済学者・エコノミストの議論も、その多くはリフレ政策の有効性と危険性をめぐってのものである。
リフレ反対派としては、池尾和人、小幡績、齊藤誠、奥田宏司、吉川洋、翁邦雄、白井さゆり、早川英男などがいる。以下の批判がある。
- 池田信夫は「リフレ派は金融政策でごまかしていれば、経済は自然治癒すると思っているのかもしれないが、そんなことは起こらない。金融政策は短期の安定化政策であり、長期の潜在成長率を変えることはできない」と指摘している[90]。
- 池尾和人は「需要不足を解消するために、まずデフレをとめよというのは、転倒したロジックに過ぎない」と反論、「実質金利を負にして無理矢理に投資を惹起し、当面の需要不足を緩和することになったとしても、効率性の低い資本設備を増大させ、過剰設備の問題を深刻化させることになる」と否定的な見解を示している[91]。
- 小幡績は「リフレ政策を声高に主張する人々は経済学の専門家でない人たちに多かった。経済専門家の間ではリフレ賛成派はほとんどおらず、一般的な評論家などの間でも、賛成派と反対派とがほぼ五分五分だった」「インフレはモノの値段が上がって困るだけ」「弱いものに大きな被害を与えるのがリフレ政策」「インフレになれば、金利が上がって、国債が暴落する。そうなると、国債を大量に保有する金融機関が大打撃を受け、日本経済全体が壊滅的な被害を受ける」と述べている[92]。
- 齊藤誠は、日銀の大規模な国債買い入れによる量的緩和では、市中に資金が回らず、物価上昇に寄与するとは考えにくいとの見解を示している。巨額の債務を抱えた国家の長期の金利がこのような低水準であるはずはなく、どこかでファンダメンタルズ（経済の基礎的条件）を反映した金利に戻る、その際、金利が連続的に上昇するのは問題ないが、（一気に）0.5パーセントなど非連続に上昇すれば本当に大変だとの警戒感を表明している[93]。
- 奥田宏司は、日銀の量的緩和でマネタリーベースを増加させても貸出の増加によってマネーサプライが増加しなかったことを挙げている（リフレ派の岩田規久男も暗に認めていると述べている）[94]。
- 翁邦雄は、「長期的観点の評価には、出口以降に一段と顕在化する異次元緩和の多様な副作用の影響が重要になる。その意味で、黒田時代の評価は現時点では不可能だ。しかし、極めて厳しい評価になるリスクは高いと考えている」とし、「現在、政府は財政規律を失い、銀行は経営を圧迫され、株式市場も日銀によって買い支えられるなど、金融の不均衡は著しく増している。共同声明の原点に立ち返れば、こうしたリスクにもっと目を向けられるはずだ」と述べている[95]。
- 白井さゆりは、企業のインフレ予想も上昇傾向になく、エコノミスト予想も当初は上昇したものの上昇傾向がない。これらは非伝統的金融緩和が実質長期金利を引き上げる手段として限界があることを物語っているとしている。更に、自然利子率の観点から、非伝統的金融緩和によりカネ余りが進めば、リスク回避的な企業・家計で貯蓄が増え自然利子率が低下する。また富裕層が保有する株価・不動産価格が金融緩和によって上昇すれば自然利子率は低下する。これらは、黒田東彦日銀総裁の緩和目的、すなわち自然利子率の引き上げと逆作用になっている可能性があると指摘している[96]。
- 早川英男は、非伝統的金融政策の効果に関して経済学界では理論的にも実証的にも定説が無かったと指摘し、「非伝統的金融緩和は『やってみなければ、結果は誰にも分からない』という意味で、壮大な社会実験（ないしギャンブル）の性質を持つものだった」と述べている[97]。

#### 流動性の罠のもとでは無効
流動性の罠状態においては、それ以上利子率を下げられないため、金融政策は無効になる。これは伝統的ケインズ派がもっていた考えである。企業が設備投資を拡大しないのは、需要の成長が期待できないできないためである。たとえば、小野善康は、「アベノミクスの金融緩和は、デフレ脱却への道筋とはならない」と批判している 。

#### 景気悪化結果説
吉川洋は、「リフレ派は、物価下落を景気悪化の原因と見るが、物価下落は景気悪化の結果であって原因ではない。白川方明日銀総裁がこのような考えをもっていた」と指摘している。

#### 貨幣数量説批判
インフレターゲットによりデフレ脱却を目指すリフレーション政策については、単純な貨幣数量説であるとの強い批判がある。

#### 批判に対する反論
「一たびインフレーションが始まると無限に続けなければならない」ためハイパー・インフレが起きるという批判について、石橋湛山はハイパー・インフレとは「非常時の政府の財政上の必要」から起こるものであると指摘し、リフレ政策には「初めから明確な限度がある」としている。また石橋は「（リフレ政策は）政府または中央銀行が統制し得る」と指摘している。
「流動性の罠のもとでは無効」という批判に関して、単にマネーサプライを増やしても流動性の罠のもとでは無効だというのはもとよりリフレ派の経済学者たちが認知しているところで、だからこそ彼らはインフレターゲットの導入を主張した のだから的外れな主張である。クルーグマンが1998年に出した論文で既に流動性の罠のもとでインフレを実現するための方策としてインフレターゲットが主張されており、「流動性の罠のもとでは無効」という批判は周回遅れのものである。
リフレーション政策が単純な貨幣数量説であるという批判に対しては、松尾匡が「貨幣数量説のリフレ派もいますが、そうでないリフレ派もいます」と述べており、リフレ派一般に対する批判としては成り立たない。また、貨幣数量説的なリフレ派論者にしても長期では貨幣数量説が成り立つと述べているにとどまる点で批判者の述べることと食い違う。

## 日本の政策の歴史

### 元文の改鋳
江戸時代中期に徳川吉宗が行った緊縮財政（享保の改革）により日本経済はデフレーションに陥った。そこで町奉行の大岡忠相、荻生徂徠の提案を受け入れ政策転換し、1736年（元文元年）5月に元文の改鋳を行った。改鋳は差益を得る目的ではなく、純粋に通貨供給量を増やすことが目的であった。改鋳時における新旧通貨交換の際、金貨100両につき65両、銀貨10貫目につき5貫目の増歩が支払われたことから、通貨供給量の増加が主目的であることが理解できる。新保博は「改鋳益金を犠牲にして、新貨の流通を促進するという方向であった」と述べている。元文の通貨は以後80年間安定を続けたが、通貨量が膨張することでギャロッピングインフレを招く結果となった。

### 昭和恐慌と高橋財政
濱口雄幸内閣の井上準之助蔵相が主導した金解禁により、金本位制に復帰した日本は、折からの世界恐慌にも巻き込まれ、昭和恐慌と呼ばれる深刻なデフレ不況に陥った（1930年-1931年11月の消費者物価は-10.8%）。中でも価格下落が激烈だったのは農産物で、1930年の下落率は34%に達し、農村の生活は破壊された。石橋湛山や高橋亀吉ら、従来より旧平価による金解禁に反対していた新平価金解禁派の経済学者たちは、井上の財政を批判し、インフレ誘導によるデフレ不況克服を訴えた。石橋らはインフレ誘導という言葉のイメージの悪さを忌避してリフレーションという用語を多用したという。
やがて濱口首相暗殺後、若槻禮次郎内閣を経て、立憲政友会の犬養毅内閣が成立すると、蔵相に就任した高橋是清は、事実上のリフレ政策を断行する。
金輸出再禁止後、対前年比で10%のデフレが急速に終息に向かい、国債の日銀引き受けが始まる2ヶ月前から、3%前後のインフレへと急速に変化した。
金輸出を再び禁じて金本位制から離脱し、国債の日本銀行（日銀）引き受けを通じて市場に大量のマネーを供給することで、金融緩和を推進した。同時に海外に資金が流出してしまうと、金利が上昇する恐れがあるため、1932年（昭和7年）7月に資本逃避防止法を設定して対外証券投資を禁じ、1933年（昭和8年）3月に外国為替管理法により、資本流出と為替の統制を行った。このため、国際金融市場と国内金融市場が途絶し、ポンド建て国債と円建て国債の価格差が発生することとなった。
金輸出再禁止直前である1931年12月12日の大阪毎日新聞の社会面は「金が再金論になったら-物価は飛び上がる/サラリーマンは受難だ/儲けるのは事業家ばかり/某財閥は一攫千金」という見出しで一般大衆のインフレ恐怖を煽っている。
1932年に入って、高橋財政が本格的に発動された1年を扱う、新聞はリフレ政策による景気回復を「空景気」と警戒していたが、日銀の利下げ、大蔵省債券・政府公債の日銀引き受けなどの金融政策による景気回復が本格的になると「空景気」警戒の論調は大きく後退していった。
その後1935年（昭和10年）、岡田啓介内閣の蔵相時に公債漸減の方針を打ち出し、軍事費の圧縮に乗り出し財政再建に転じた。
そのため高橋は軍事費削減を恐れた軍部によって1936年（昭和11年）2月26日に暗殺される（二・二六事件）。田中秀臣は「兵士たちはリフレ政策による景気回復の果実が自分たちの出身階層・地域に及ぶまで待つことができなかった」と指摘している。
高橋財政の1932-1933年度では軍事支出は、対前年比で40-60%の伸びであったが、1934-1935年度では軍事支出は、10%台の伸びに低下している。二・二六事件後は、軍事支出は対前年比20-40%の伸びが継続していった。
高橋によって生み出されたマクロ経済政策の枠組みは、リフレーションによる景気回復という本来の目的を逸脱し、第二次世界大戦のための軍事費の調達という色彩を強めていった。その後日銀の国債引き受けは悪用され、インフレが高進した。悪用が生じた本質は軍部の専横にある。二・二六事件以後、インフレ率は10%台に上昇し、国民の消費生活は貧しくなった。
1939年には価格等統制令（昭和14年勅令第703号）が発せられ、産業資材や生活物資は公定価格に一本化され物価は商工省下の価格形成委員会（中央・地方）により決定されたが、このことは闇市の形成をもたらし、推計では1940年（昭和15年）（太平洋戦争前）ではインフレ率は16%となった（これは狂乱物価時代（1974年（昭和49年））の23.2%を下回る）。
日本銀行の調査によれば、1934-1936年の消費者物価指数を1とした場合、1954年は301.8と8年間で物価が約300倍となった。このインフレの原因は戦前から戦中にかけての戦時国債、終戦後の軍人への退職金支払いなどの費用を賄うために政府が発行した国債の日本銀行の直接引き受けとされている。第二次世界大戦中に発行した戦時国債は、デフォルトはしなかったが、その後戦前比3倍の戦時インフレ（4年間で東京の小売物価は終戦時の80倍）によってほとんど紙屑となった。
1947年にはインフレ率（消費者物価指数）は125%に達した。

## アメリカ

### 歴史（アメリカ）
1933年に深刻なデフレーションを克服すべく、共和党から民主党への政権交代を契機に大胆なリフレーション政策が採用され、デフレの解消は1933年の半ば頃に約半年で実現した。
1936年8月に出口政策に着手したが、以後3回にわたって出口政策を実施し、段階的に量的緩和政策を解除した。しかし、出口政策実施後の1937年にアメリカ経済は大恐慌期に次ぐ深刻なデフレに見舞われることになった。出口政策による金融引き締めで資金調達難に見舞われた中小企業の破綻がデフレの発端となった一連の出口政策の失敗は、「1937年の悲劇」としてアメリカの経済学者の共通認識となっている。